# Boído
Boído (en gallego y oficialmente, O Boído) es una aldea española, actualmente despoblada, que forma parte de la parroquia de Boimorto, del municipio de Boimorto, en la provincia de La Coruña.

## Demografía
| Gráfica de evolución demográfica de Boído entre 2000 y 2018 |
|                                                             |
| Datos según el nomenclátor publicado por el INE.            |